# La Roue fulgurante
La Roue fulgurante est un roman merveilleux-scientifique écrit par l'écrivain français Jean de La Hire. Initialement publié en feuilleton en 1908 dans le quotidien Le Matin, il est réédité à plusieurs reprises au cours de la première moitié du XXe siècle aux éditions Jules Tallandier et aux éditions Ferenczi.

## Intrigue
Un vaisseau spatial enlève cinq humains et les dépose sur la planète Mercure. Tandis que les exilés sont confrontés à une race anthropophage d'extraterrestres monopèdes, sur Terre, le docteur Ahmed-bey cherche à les secourir grâce à ses pouvoirs psychiques.

## Autour de l'œuvre

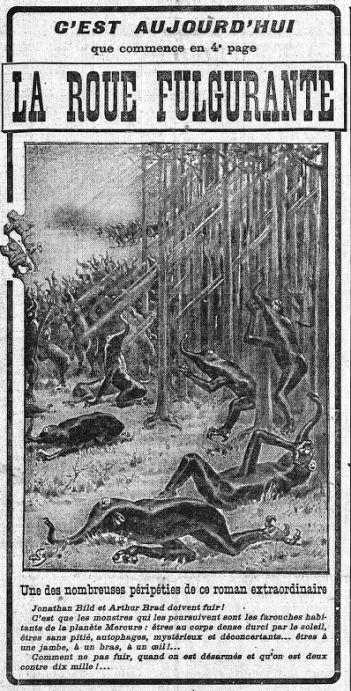
Les Américains Jonathan Bild et Arthur Brad fuient devant les Mercuriens.
Encart publicitaire illustré par Gino Starace (Le Matin, 10 avril 1908).

Au début de sa carrière d'écrivain, Jean de La Hire affiche de véritables prétentions littéraires, et parvient à se faire une place dans le microcosme littéraire parisien. Ces romans sont discutés dans des revues littéraires par de nombreux critiques influents de l'époque, à l'instar de Rachilde, Henri Ghéon, Laurent Tailhade ou encore Charles Vildrac. Cependant, à la suite d'une rencontre avec le romancier populaire Michel Zévaco en 1907, il renonce soudainement à toutes ambitions académiques. Ayant, en effet, la possibilité d'être publié dans le quotidien Le Matin dirigé par Maurice Bunau-Varilla, il propose au quotidien, La Roue fulgurante, un récit d'aventures se déroulant sur la planète Mercure. Néanmoins, si le roman lui procure un grand succès auprès du lectorat populaire qui met fin à ses problèmes financiers, il représente par ailleurs une véritable déchéance puisqu'il perd par la même occasion l'estime de ses pairs. En effet, face au succès du roman, Le Matin lui fait un contrat d'exclusivité qui le lie définitivement au roman populaire.
S'inscrivant dans le registre du merveilleux-scientifique, une littérature conjecturale, faite d'anticipations, d'aventures et d'explorations, qui se développe à la fin du XIXe siècle, le roman en acquiert très tôt un statut de classique de ce genre littéraire.
Cet engouement littéraire pour les voyages interstellaires se trouve particulièrement à l'honneur en 1908 avec la publication de trois romans qui mettent en scène l'énergie psychique comme carburant d'engin spatial. Ainsi, outre l'ouvrage de Jean de La Hire, Gustave Le Rouge publie Le Prisonnier de la planète Mars et Henri Gayar, Les Aventures merveilleuses de Serge Myrandhal.
Enfin, outre la description des Mercuriens, une race agressive formée d'un seul pied, un bras et un œil, Jean de La Hire décrit également une espèce d'extraterrestres semblables à des colonnes de lumière, qui pourraient des habitants de Saturne.

## Publications françaises
- Le Matin, du 10 avril au 23 mai 1908.
- Jules Tallandier, coll. « Librairie illustrée », 1908.
- J. Ferenczi, coll. « Les Romans d'Aventures » no 6, 1922.
- J. Ferenczi, coll. « Le Livre de l'aventure » no 7, 1929.
- J. Ferenczi, coll. « Le Livre moderne illustré » no 364, 1942.
- Éditions André Jaeger, 1952, version abrégée et remaniée sous le titre Soucoupe volante.